# Kyra Lamberink

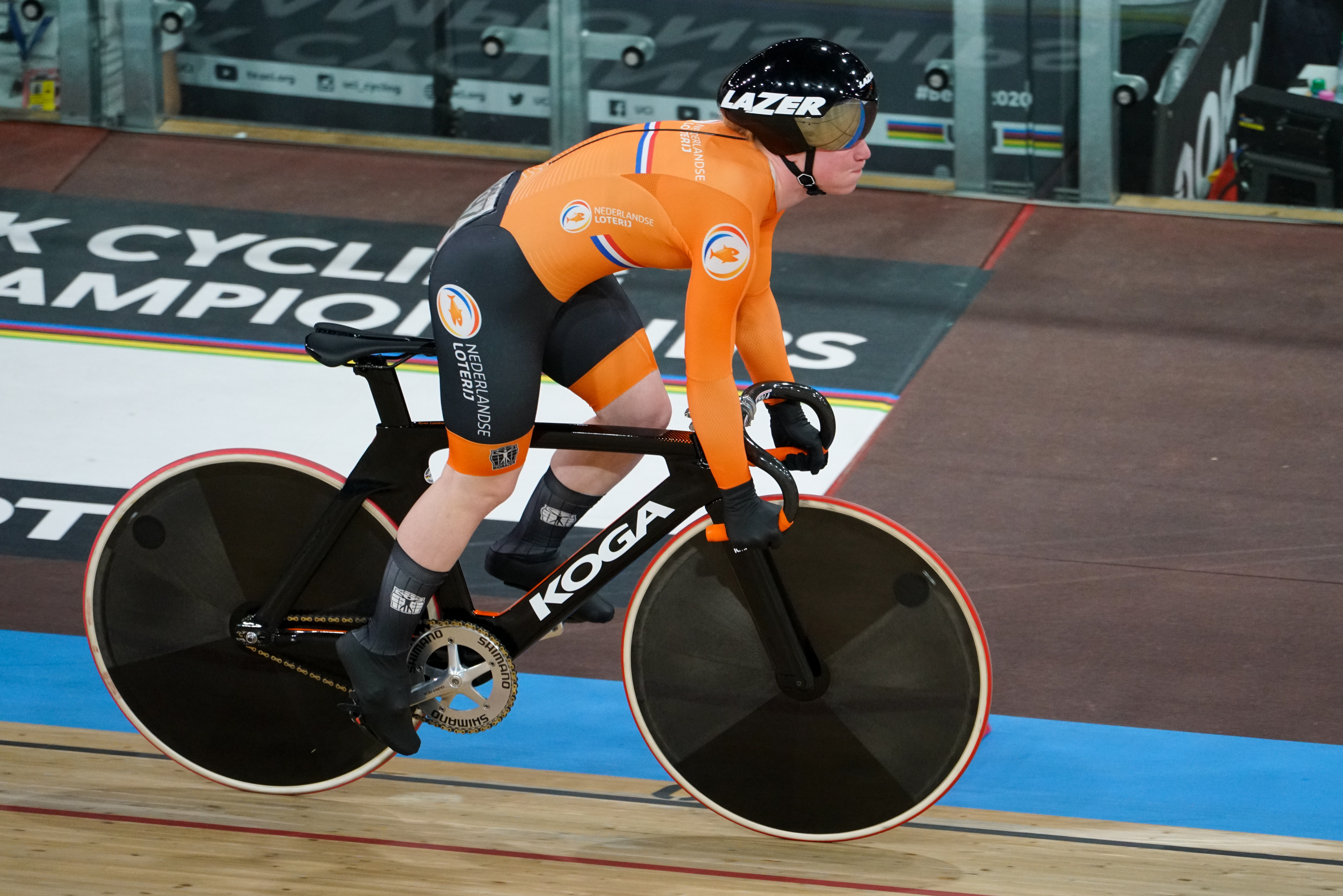
Lamberink im Zeitfahren der Bahn-WM 2020 in Berlin

Kyra Lamberink (* 15. April 1996 in Bergentheim) ist eine niederländische Radsportlerin, die vorrangig Rennen in Kurzzeitdisziplinen auf der Bahn bestreitet.

## Sportliche Laufbahn
2012 belegte Kyra Lamberink als Juniorin Platz drei über 500 Meter auf der Bahn. Im Jahr darauf errang sie zwei nationale Juniorentitel, im Zeitfahren sowie im Keirin. Darüber hinaus wurde sie bei den Junioren-Europameisterschaften Dritte im Keirin. 2016 wurde sie gemeinsam mit Elis Ligtlee U23-Europameisterin im Teamsprint, nachdem die beiden Sportlerinnen schon im Jahr zuvor den dritten Platz in dieser Disziplin belegt hatten.
International war Lamberink vor allem als Mitglied der niederländischen Teamsprint-Mannschaft erfolgreich. Zu ihren größten Erfolgen in dieser Disziplin gehören der Gewinn der Silbermedaille bei den Weltmeisterschaften 2018 und 2024, der Sieg bei den Europameisterschaften 2021 sowie zwei Triumphe im Nations Cup; hinzu kamen zahlreiche weitere Medaillen. Im olympischen Teamsprint-Wettkampf 2024 belegte sie gemeinsam mit Hetty van de Wouw und Steffie van der Peet den vierten Platz.

## Erfolge
2013
- Junioren-Europameisterschaft – Keirin
- Niederländische Junioren-Meisterin – 500-Meter-Zeitfahren, Keirin, Omnium

2015
- Europameisterschaft (U23) – Teamsprint (mit Elis Ligtlee)

2016
- Europameisterin (U23) – Teamsprint (mit Elis Ligtlee)
- Niederländische Meisterin – 500-Meter-Zeitfahren

2017
- Europameisterschaft – Teamsprint (mit Hetty van de Wouw und Shanne Braspennincx)
- Europameisterin (U23) – Teamsprint (mit Hetty van de Wouw)
- Europameisterschaft (U23) – 500-Meter-Zeitfahren
- Niederländische Meisterin – 500-Meter-Zeitfahren

2018
- Weltmeisterschaft – Teamsprint (mit Shanne Braspennincx, Laurine van Riessen und Hetty van de Wouw)
- Niederländische Meisterin – 500-Meter-Zeitfahren

2019
- Europaspiele – Teamsprint (mit Shanne Braspennincx)
- Europameisterschaft – Teamsprint (mit Shanne Braspennincx)

2021
- Europameisterin – Teamsprint (mit Shanne Braspennincx, Hetty van de Wouw und Steffie van der Peet)

2022
- Nations’ Cup in Glasgow - Teamsprint (mit Steffie van der Peet, Hetty van de Wouw und Laurine van Riessen)
- Europameisterschaft – Teamsprint (mit Hetty van de Wouw, Shanne Braspennincx und Steffie van der Peet)

2023
- Europameisterschaft – Teamsprint (mit Steffie van der Peet und Hetty van de Wouw)

2024
- Europameisterschaft – Teamsprint (mit Steffie van der Peet und Hetty van de Wouw)
- Nations Cup in Milton – Teamsprint (mit Hetty van de Wouw und Steffie van der Peet)
- Weltmeisterschaft – Teamsprint (mit Kimberly Kalee, Hetty van de Wouw und Steffie van der Peet)